# Палм-Шорс (Флорида)
Палм-Шорс (англ. Palm Shores) — небольшой город (таун), расположенный в округе Бревард (штат Флорида, США). По данным переписи 2010 года, население города составляет 900 человек.

## География
По данным Бюро переписи населения США город Палм-Шорс имеет общую площадь в 1,29 квадратных километров, водных ресурсов в черте населённого пункта не имеется.
Город Палм-Шорс расположен на высоте 4 м над уровнем моря.

## Демография
По данным переписи населения 2000 года в Палм-Шорс проживало 794 человека, 224 семьи, насчитывалось 328 домашних хозяйств и 377 жилых домов. Средняя плотность населения составляла около 615,5 человека на один квадратный километр. Расовый состав населённого пункта распределился следующим образом: 88,04 % белых, 4,41 % — чёрных или афроамериканцев, 0,50 % — коренных американцев, 3,27 % — азиатов, 0,50 % — выходцев с тихоокеанских островов, 2,27 % — представителей смешанных рас, 1,01 % — других народностей. Испаноговорящие составили 4,28 % от всех жителей.
Из 328 домашних хозяйств в 29,0 % воспитывали детей в возрасте до 18 лет, 59,8 % представляли собой совместно проживающие супружеские пары, в 6,4 % семей женщины проживали без мужей, 31,7 % не имели семей. 26,5 % от общего числа семей на момент переписи жили самостоятельно, при этом 10,1 % составили одинокие пожилые люди в возрасте 65 лет и старше. Средний размер домашнего хозяйства составил 2,42 человек, а средний размер семьи — 2,96 человек.
Население города по возрастному диапазону по данным переписи 2000 года распределилось следующим образом: 22,0 % — жители младше 18 лет, 5,4 % — между 18 и 24 годами, 26,7 % — от 25 до 44 лет, 29,7 % — от 45 до 64 лет и 16,1 % — в возрасте 65 лет и старше. Средний возраст жителей составил 43 года. На каждые 100 женщин в Палм-Шорс приходилось 98,5 мужчин, при этом на каждые сто женщин 18 лет и старше приходилось 98,4 мужчин также старше 18 лет.
Средний доход на одно домашнее хозяйство составил 47 500 долларов США, а средний доход на одну семью — 63 333 доллара. При этом мужчины имели средний доход в 38 194 доллара США в год против 26 000 долларов среднегодового дохода у женщин. Доход на душу населения составил 47 500 долларов в год. 5,7 % от всего числа семей в населённом пункте и 9,3 % от всей численности населения находилось на момент переписи населения за чертой бедности, при этом 12,6 % из них были моложе 18 лет и 10,0 % — в возрасте 65 лет и старше.